# Bracon nodulosus
Bracon nodulosus är en stekelart som beskrevs av Papp 1998. Bracon nodulosus ingår i släktet Bracon och familjen bracksteklar. Inga underarter finns listade.